# 1070-е годы
1070-е (ты́сяча семидеся́тые) го́ды по юлианскому календарю — промежуток времени с 1 января 1070 года по 31 декабря 1079 года, включающий 1070 год 7-го десятилетия   и с 1071 по 1079 годы    8-го десятилетия XI века 2-го тысячелетия.  Они закончились 946 лет назад.

## Важнейшие события
- Битва при Манцикерте (1071)[1][2][3][4][5] — крупное поражение Византийской империи сельджукам. Пленён император Роман IV Диоген.
- Норманны покорили Палермо (1072; Норманнское завоевание Южной Италии).
- Саксонское восстание в Священной Римской империи (1073—1075).
- Мятеж трёх графов в Англии (1075).
- Борьба за инвеституру (1075—1122; Григорий VII; Генрих IV).
- Конийский султанат (1077—1307).
- Битва на Нежатиной Ниве (1078), поражение Великого князя Изяслава Ярославича.

## Культура
- Ван-Мьеу (1070; «Храм литературы» во Вьетнаме).

## Родились
- Кальман I Книжник
- Збигнев, князь Польский
- Гуго де Пейен (1070—1131) — рыцарь из Шампани, которому приписывают основание ордена тамплиеров (храмовников) в 1118 году.

## Скончались
- Элдред
- Эдвин, эрл Мерсии
- Роберт Жюмьежский